# 霍雷希夫 (里夫內區)
50°42′51″N 25°56′51″E / 50.71417°N 25.94750°E

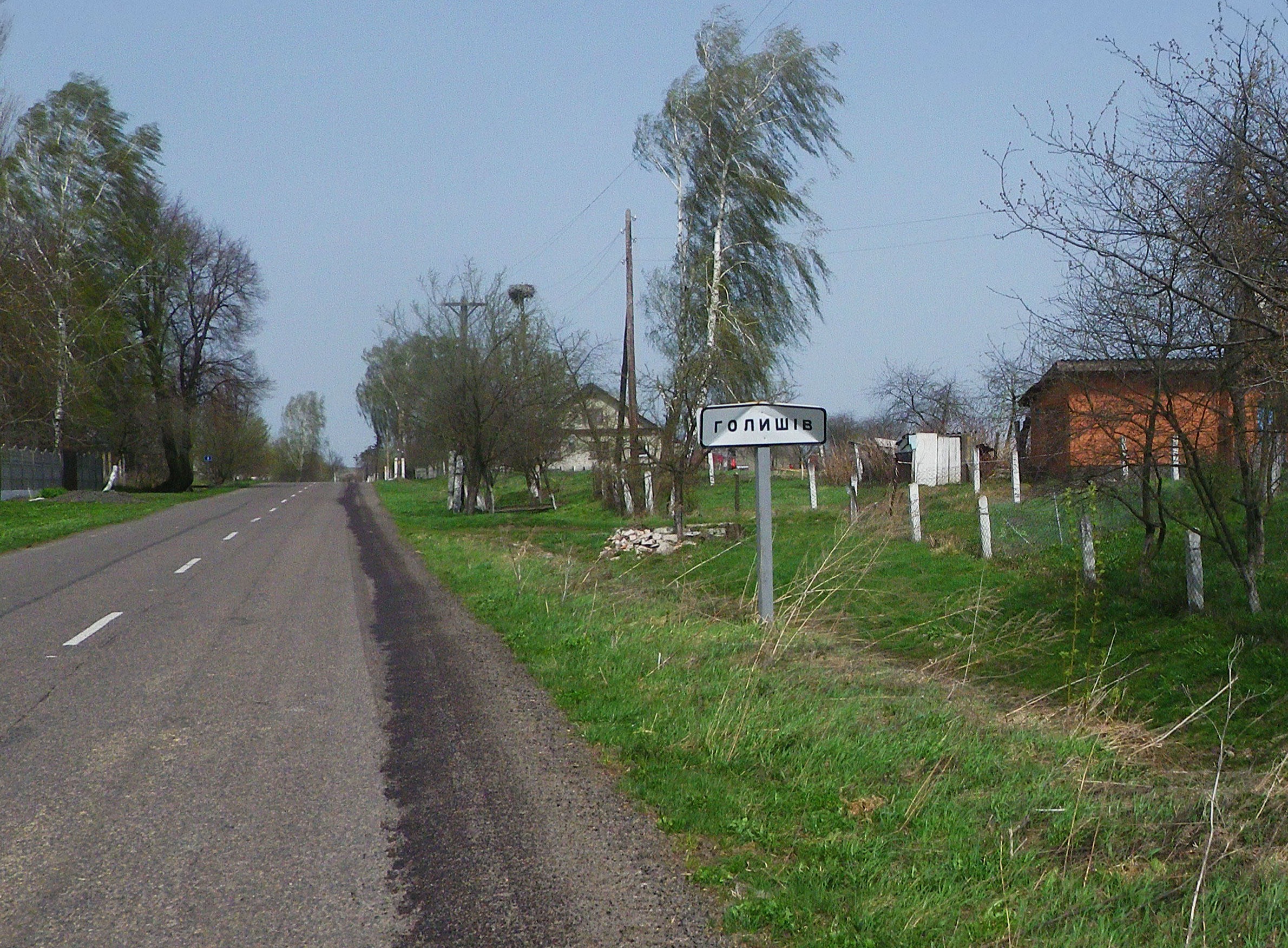
村内大路

霍雷希夫（烏克蘭語：Голишів），是烏克蘭西北部里夫内州里夫内区佐里亚市镇的村落。始建於1446年，面積1.2平方公里，海拔高度183米，2023年人口1,056，人口密度每平方公里905人。